# Палмиано
Палмиа̀но (на италиански: Palmiano, на местен диалект Palmià, Палмия) е село и община в Централна Италия, провинция Асколи Пичено, регион Марке. Разположено е на 550 m надморска височина. Населението на общината е 214 души (към 2011 г.).